# Harry Selby (Cazador)
John Henry Selby (22 de julio de 1925-20 de enero de 2018) fue un cazador profesional africano que se hizo un nombre en Kenia y luego en Bechuanalandia. Selby perfeccionó sus habilidades de caza a temprana edad mientras trabajaba para la compañía de safaris Safariland, bajo la tutela del cazador Philip Percival. Mientras trabajó para Ker & Downey Safaris, conoció a Robert Ruark, de quien se hizo amigo y cuyos artículos y libros de los safaris que hizo con Selby lo volvieron famoso en todo el mundo.

## Primeros años de vida
Selby nació en Frankfort, Free State, Sudáfrica. Cuando era muy joven su familia se mudó a Kenia, ya que sus padres habían adquirido un rancho ganadero de 40 000 acres con vista al Monte Kenia. El campo era una buena zona para la caza mayor, y siempre estuvo rodeado de rebaños de cebras, antílopes e impalas. De vez en cuando manadas de búfalos y elefantes pasaban por la propiedad, y ocasionalmente leones o leopardos, los que cazaba para proteger al ganado. Con solo ocho años de edad se le confió su propio rifle calibre .22 de un solo tiro.
En sus primeras cacerías de Selby cazó gallinas de Guinea, francolinas y gacelas, y fue durante estos tiempos que perfeccionó sus habilidades en el manejo de armas. Se familiarizó con la caza de animales peligrosos mientras cazaba animales menores en las laderas del monte Kenia. Cazaba con rastreadores locales experimentados que perseguían  cualquier tipo de animal con arco y flecha.

## Carrera como cazador
La carrera de Selby como cazador surgió de un trabajo como mecánico de campo para Philip Percival, un veterano cazador blanco de África Oriental. Sin embargo, no pasó mucho tiempo antes de que Percival lo tomara como aprendiz. Cuando Selby cumplió 22 años ya estaba en camino a convertirse en uno de los cazadores profesionales más respetados de África.

### Roberto Ruark
En 1949, Harry Selby tenía 24 años. Se unió a Ker & Downey Safaris Ltd. Dos años más tarde se asoció con Robert Ruark: un columnista de un periódico estadounidense que viajó al África para ir de safari. Escribió un libro llamado Horn of the Hunter, que la revista Field and Stream llamó "muy posiblemente, el mejor libro sobre la caza africana jamás escrito". También puso el nombre de Harry en el libro, generando una demanda tan grande para cazar con Selby que tuvo reservas para cazar con él con años de anticipación.
En 1955, Ruark escribió un libro posterior llamado Something of Value, una novela de ficción influenciada por la infancia colonial de Harry en Kenia y sus hazañas de cazador profesional. La atención ejerció una gran presión sobre Harry, quien luego comentó que crear su reputación fue fácil, y mantenerla durante 40 años fue la parte difícil.

### Mudanza a Botsuana
En 1962, el futuro de la caza en Kenia parecía incierto. A Selby se le había ofrecido una dirección en lo que se convirtió en Ker, Downey & Selby Safaris, y accedió a abrir una nueva empresa en Bechuanalandia . Reconoció el tremendo potencial del área y en 1963 él, su esposa y sus dos hijos se mudaron a Maun para comenzar un nuevo capítulo en sus vidas.
La compañía arrendó una gran cantidad de 12,000 Concesión de km² en el extremo noroeste de Botsuana, cerca del Parque Nacional de Chobe . El hito principal de la zona es el río Khwai, y no pudo resistirse a construir un puente sobre él solo un par de años después. En 1970, impulsado por el creciente interés en los safaris fotográficos de África Oriental, Selby construyó Belmond Khwai River Lodge, el primer albergue fotográfico en Botsuana para atender al turismo de safari fotográfico en el extranjero.
En 1997, después de completar su temporada de caza número 53, Selby se alejó de las demandas de la caza de temporada completa para finalmente jubilarse en el año 2000, a la edad de 75 años.
Harry Selby falleció en Maun, Botsuana el 20 de enero de 2018 a la edad de 92 años.